# Schlacht am Horseshoe Bend
Die Schlacht am Horseshoe Bend war ein Gefecht zwischen der US-Armee und ihren indianischen Verbündeten auf der einen Seite und Kriegern der Creek und Red Sticks auf der anderen Seite im Jahr 1814.

## Hintergrund

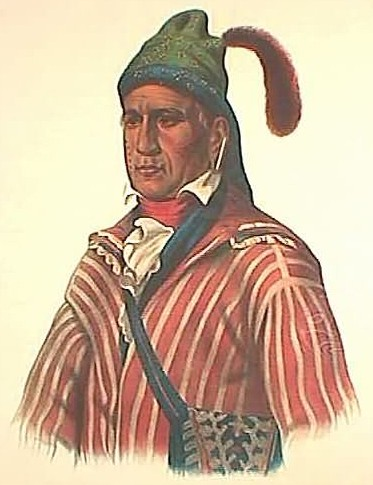
Häuptling Menawa

Die Schlacht am Horseshoe Bend hat weder etwas mit Briten noch mit Kanadiern zu tun, wird aber trotzdem als Teil des Britisch-Amerikanischen Kriegs von 1812 angesehen. Eigentlich war es die entscheidende Schlacht im so genannten Creek-Krieg, in dem Andrew Jackson Alabama für eine Besiedlung durch amerikanische Siedler „säubern“ wollte.
General Jackson war Kommandant der West Tennessee-Miliz, aus der er eine schlagkräftige Truppe gebildet hatte.
Unterstützt wurde die Miliz durch die 39. US-Infanterie und etwa 600 Cherokee und Lower-Creek-Indianer. Ihnen gegenüber stand der Stamm der Red-Stick-Creek.
Im Frühjahr 1814 verließ Jacksons Truppe Fort Williams  und durchquerte die Wälder in Richtung des Lagers der Red-Stick-Creek unter ihrem Häuptling Menawa. 

10 km vor seinem Ziel lagerte Jackson am Tallapoosa, einer Gegend mit Namen Horseshoe Bend in Alabama.
Er befahl General John R. Coffee mit der berittenen Infanterie und den verbündeten Indianern den Fluss im Süden zu überqueren, um das Red-Stick-Lager zu umstellen. Jackson blieb unterdessen mit 2.000 Infanteristen nördlich des Lagers.

## Die Schlacht

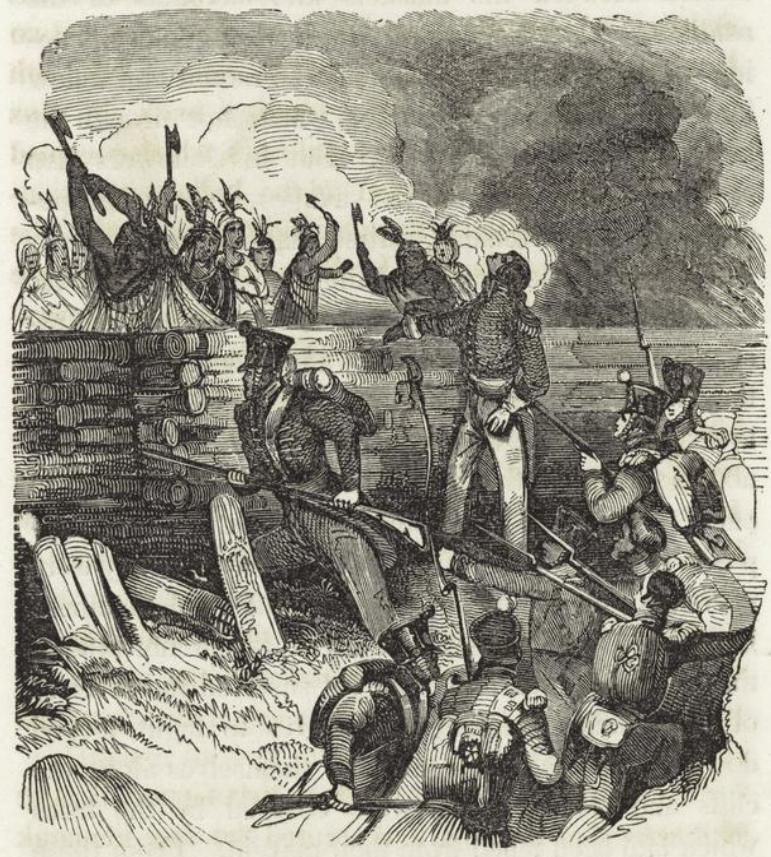
Bajonettangriff der Infanterie auf die Brustwehren

Am 27. März gegen 10:30 Uhr begann Jackson damit, das Lager mit zwei Kanonen etwa zwei Stunden lang zu beschießen. Es wurde aber so gut wie keiner der Red Sticks getroffen und auch die Befestigungen blieben intakt.
Gleichzeitig überquerte General Coffee mit seinen Reitern und den Cherokee den Fluss und griff die Red Sticks in deren Rücken an.
Daraufhin befahl Jackson einen Bajonettangriff. Die Infanterie überwand die Brustwehren, die das Lager umgaben und die Red Sticks gerieten in das Kreuzfeuer beider Truppen.
Sam Houston (der spätere Gouverneur von Tennessee und Texas) diente als Leutnant in Jacksons Armee. Houston war einer der ersten, denen es gelang, die Barrikaden lebend zu überwinden. Er wurde lediglich durch einen Pfeil der Creek verletzt. Diese Verletzung sollte ihn aber sein Leben lang behindern.
Die Schlacht tobte fünf Stunden lang. Etwa 550 Red Sticks wurden im Lager getötet und viele andere beim Versuch, über den Fluss zu fliehen. Der spätere Senator der Vereinigten Staaten, John Henry Eaton schrieb: „Diese Schlacht machte die Hoffnungen (des Feindes) zunichte, weiteren Widerstand zu leisten …. In diesem Kampf wurden ihre besten und tapfersten Krieger getötet.“
Häuptling Menawa war schwer verwundet worden und konnte sich lediglich mit 200 der ursprünglich 1.000 Krieger in Sicherheit bringen. Sie zogen ins Seminolengebiet nach Spanisch-Florida.
Damit die Miliz die genaue Zahl der Opfer bestimmen konnte, wurden den getöteten gegnerischen Creek die Nasenspitzen abgeschnitten. Es kam auch zu weiteren Übergriffen, bei denen den Getöteten teilweise die Haut abgezogen wurde, um Gebrauchsgegenstände daraus zu fertigen.

## Nachbetrachtung

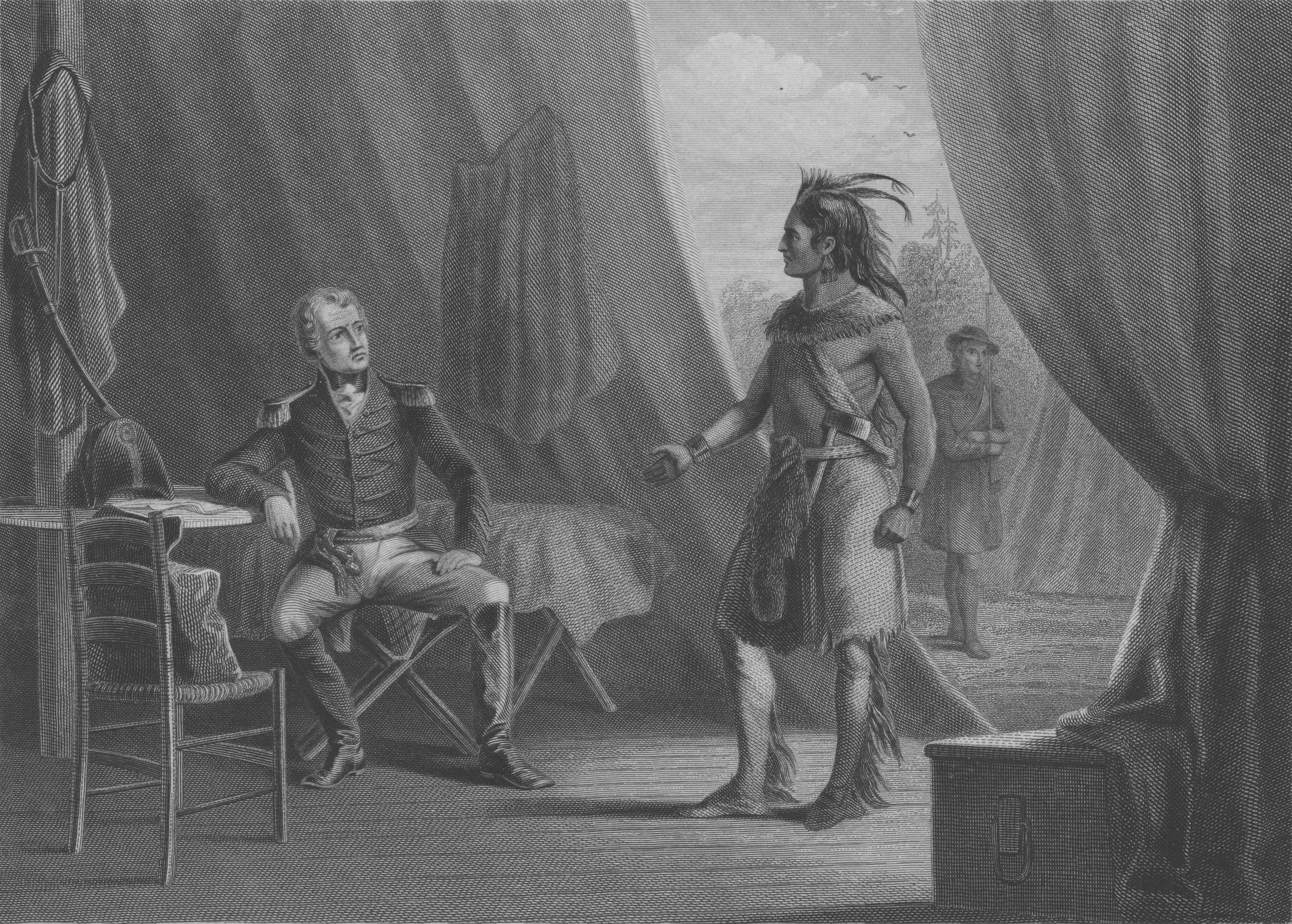
Jackson und Weatherford nach der Schlacht

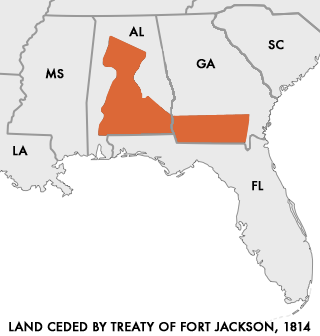
Abgetretene Stammesgebiete

Am 9. August 1814 zwang Andrew Jackson die Creek, den Friedensvertrag von Fort James Jackson zu unterschreiben. Trotz energischen Protests der Creek-Indianer, die an der Seite Jacksons gekämpft hatten, mussten sie 93.000 km² Land (die Hälfte von Alabama und ein Teil von Süd-Georgia) an die Regierung der Vereinigten Staaten abtreten.
Außerdem beanspruchten die Cherokee, die mit den Vereinigten Staaten verbündet waren, 7.700 km² des Landes.
Der Creek-Krieg war eigentlich ein Stammeskrieg unter rivalisierenden Gruppen und nicht Teil des Kriegs von 1812.
Diese Schlacht sowie die Schlacht von New Orleans machten Andrew Jackson so populär, dass er 1828 die Wahl zum Präsidenten der Vereinigten Staaten gewann.
Das Schlachtfeld kann heute noch im Horseshoe National Military Park besichtigt werden.